# Ясиновский, Леонид Лазаревич
Леонид Лазаревич Ясиновский (19 мая 1923, Киев — 5 декабря 2003, Ростов-на-Дону) — советский, киргизский актёр театра и кино, театральный режиссёр. Народный артист СССР (1989).

## Биография
В 1940 году по рекомендации кинорежиссёра А. П. Довженко поступил в Киевский институт театрального искусства. До начала войны закончил два курса. В годы войны служил авиатехником в истребительном полку.
С 1946 года играл в театрах Киева, театре Одесского военного округа (ныне — Львовский драматический театр имени Леси Украинки) (1947—1951). В течение 1950—1953 годов — в Русском драматическом театре им. М. Горького (1951—1952) в Махачкале, затем в Березниковском драматическом театре (1952—1953) на Северном Урале.
С 1953 года — актёр Русского драматического театра им. Н. Крупской (ныне — имени Ч. Айтматова) во Фрунзе (ныне Бишкек). На сцене театра сыграл более 100 ролей.
В 1970—1980-х годах выступал в качестве режиссёра.
На протяжении многих лет был членом художественного совета театра, возглавлял репертуарную комиссию.
В 2002 году уехал к дочери в Ростов-на-Дону, где и скончался 5 декабря 2003 года. Похоронен на Северном кладбище.

### Семья
- Жена — Тамара Александровна Варнавских (?—1995), актриса
- Дочь — Ольга, внучка — Соня.

## Звания и награды
- Заслуженный артист Киргизской ССР (1961)
- Народный артист Киргизской ССР (1967)[1]
- Народный артист СССР (1989)
- Орден «Знак Почёта» (1958)
- Орден «Манас» III степени (1997).

## Творчество

### Роли
- 1959 — «Вишнёвый сад» А. П. Чехова — Епиходов
- 1966 — «Земля» Н. Е. Вирты — Сторожев
- «Егор Булычов и другие» М. Горького — Булычов
- «Анджело, тиран Падуанский» В. Гюго — шпион Омодеи
- «Интервенция» Л. И. Славина — Филька
- «Кремлёвские куранты» Н. Ф. Погодина — Часовщик
- «Лиса и виноград» Г. Фигейреду — Эзоп
- «Король Лир» У. Шекспира — Лир
- «Горячее сердце» А. Н. Островского — пять ролей
- «Декамерон» по Дж. Боккаччо — Хлынов
- «Конец» М. Ф. Шатрова — Гитлер[2].

### Постановки
- 1982 — «Равняется четырём Франциям» А. Н. Мишарина
- 1985 — «Сарынжи» К. Эшмамбетова (совм. с О. Ш. Еркимбаевой)
- «Затюканный апостол» А. Е. Макаёнка
- «Энергичные люди» В. М. Шукшина
- «Хитроумная влюбленная» Л. де Веги
- «Принцесса и свинопас» П. Энзиката
- «Ленинградский проспект» И. В. Штока

## Фильмография
- 1956 — «Берёзы в степи»
- 1960 — «Тишина» — Мороз, учащийся вечерней школы
- 1968 — «Выстрел на перевале Караш» — Дмитрий Карлович Петров
- 1969 — «Засада» — Буров
- 1979 — «Процесс»